# UAE Tour 2024
6. ročník etapového cyklistického závodu UAE Tour se konal mezi 19. a 25. únorem 2024 ve Spojených arabských emirátech.
Celkovým vítězem se stal Belgičan Lennert Van Eetvelt z týmu Lotto–Dstny. Na druhém a třetím místě se umístili Australan Ben O'Connor (Decathlon–AG2R La Mondiale) a Španěl Pello Bilbao (Team Bahrain Victorious). Závod byl součástí UCI World Tour 2024 na úrovni 2.UWT a byl třetím závodem tohoto seriálu.

## Týmy
Závodu se zúčastnilo 16 z 18 UCI WorldTeamů a 4 UCI ProTeamy.
UCI WorldTeamy
- Alpecin–Deceuninck
- Astana Qazaqstan Team
- Cofidis
- Decathlon–AG2R La Mondiale
- EF Education–EasyPost
- Ineos Grenadiers
- Intermarché–Circus–Wanty
- Lidl-Trek
- Movistar Team
- Red Bull–Bora–Hansgrohe
- Soudal–Quick-Step
- Team Bahrain Victorious
- Team DSM
- Team Jayco–AlUla
- UAE Team Emirates
- Visma–Lease a Bike

UCI ProTeamy
- Israel–Premier Tech
- Lotto–Dstny
- Team Corratec–Vini Fantini
- Tudor Pro Cycling Team

## Trasa a etapy
| Etapa         | Datum         | Trasa                                      | Vzdálenost | Typ      | Typ                  | Vítěz                     |
| ------------- | ------------- | ------------------------------------------ | ---------- | -------- | -------------------- | ------------------------- |
| 1             | 19. února     | Madinat Zayed – Liwa                       | 143 km     |          | Rovinatá etapa       | Tim Merlier (BEL)         |
| 2             | 20. února     | Ostrov Hudayriat                           | 12,1 km    |          | Individuální časovka | Brandon McNulty (USA)     |
| 3             | 21. února     | Ostrov Al Marjan – Džabal Bil Ajs          | 176 km     |          | Horská etapa         | Ben O'Connor (AUS)        |
| 4             | 22. února     | Dubai Police Officer's Club – Dubai Marina | 173 km     |          | Rovinatá etapa       | Tim Merlier (BEL)         |
| 5             | 23. února     | Al Aqah – Umm al-Kuvajn                    | 182 km     |          | Rovinatá etapa       | Olav Kooij (NED)          |
| 6             | 24. února     | Louvre Abu Dhabi – Vlnolam Abú Zabí        | 138 km     |          | Rovinatá etapa       | Tim Merlier (BEL)         |
| 7             | 25. února     | Al-Ajn – Jebel Hafeet                      | 161 km     |          | Horská etapa         | Lennert Van Eetvelt (BEL) |
| Celková délka | Celková délka | Celková délka                              | 985,1 km   | 985,1 km | 985,1 km             | 985,1 km                  |

## Průběžné pořadí
| Etapa          | Vítěz               | Celkové pořadí      | Bodovací soutěž | Sprinterská soutěž | Soutěž mladých jezdců | Soutěž týmů               |
| -------------- | ------------------- | ------------------- | --------------- | ------------------ | --------------------- | ------------------------- |
| 1              | Tim Merlier         | Tim Merlier         | Tim Merlier     | Mark Stewart       | Loe van Belle         | Team DSM–Firmenich PostNL |
| 2              | Brandon McNulty     | Brandon McNulty     | Brandon McNulty | Mark Stewart       | Ilan Van Wilder       | UAE Team Emirates         |
| 3              | Ben O'Connor        | Jay Vine            | Mark Stewart    | Mark Stewart       | Ilan Van Wilder       | UAE Team Emirates         |
| 4              | Tim Merlier         | Jay Vine            | Mark Stewart    | Mark Stewart       | Ilan Van Wilder       | UAE Team Emirates         |
| 5              | Olav Kooij          | Jay Vine            | Tim Merlier     | Mark Stewart       | Ilan Van Wilder       | UAE Team Emirates         |
| 6              | Tim Merlier         | Jay Vine            | Tim Merlier     | Mark Stewart       | Ilan Van Wilder       | UAE Team Emirates         |
| 7              | Lennert Van Eetvelt | Lennert Van Eetvelt | Tim Merlier     | Mark Stewart       | Lennert Van Eetvelt   | Lidl–Trek                 |
| Konečné pořadí | Konečné pořadí      | Lennert Van Eetvelt | Tim Merlier     | Mark Stewart       | Lennert Van Eetvelt   | Lidl–Trek                 |

## Konečné pořadí
| Legenda | Legenda                         | Legenda | Legenda                               |
| ------- | ------------------------------- | ------- | ------------------------------------- |
|         | Označuje lídra celkového pořadí |         | Označuje lídra soutěže mladých jezdců |
|         | Označuje lídra bodovací soutěže |         | Označuje lídra sprinterske soutěže    |

### Celkové pořadí
| Pořadí | Jezdec                    | Tým                        | Čas         |
| ------ | ------------------------- | -------------------------- | ----------- |
| 1      | Lennert Van Eetvelt (BEL) | Lotto–Dstny                | 22h 31' 18" |
| 2      | Ben O'Connor (AUS)        | Decathlon–AG2R La Mondiale | + 2"        |
| 3      | Pello Bilbao (ESP)        | Team Bahrain Victorious    | + 11"       |
| 4      | Ilan Van Wilder (BEL)     | Soudal–Quick-Step          | + 21"       |
| 5      | Attila Valter (HUN)       | Visma–Lease a Bike         | + 34"       |
| 6      | Michael Storer (AUS)      | Tudor Pro Cycling Team     | + 36"       |
| 7      | Max Poole (GBR)           | Team DSM–Firmenich PostNL  | + 55"       |
| 8      | Brandon Rivera (COL)      | Ineos Grenadiers           | + 1' 00"    |
| 9      | Carlos Verona (ESP)       | Lidl–Trek                  | + 1' 09"    |
| 10     | Bart Lemmen (NED)         | Visma–Lease a Bike         | + 1' 09"    |